# Exécutif Coëme
L’Exécutif Guy Coëme est un exécutif wallon bipartite composé de socialistes et de sociaux-chrétiens. Il compte 6 ministres.
Ce gouvernement fonctionne du 4 février 1988 au 10 mai 1988 en remplacement de l'Exécutif Wathelet. Après la démission de Guy Coëme et de Philippe Busquin, il cèdera sa place à l'exécutif Anselme.

## Composition
| Fonction | Titulaire | Titulaire        | Parti |
| --- | --------- | ---------------- | ----- |
| Ministre-Président, chargé de l’Eau, de la Rénovation rurale, de la Conservation de la nature et de l’Administration |           | Guy Coëme        | PS    |
| Ministre de l’Économie, des P.M.E. et de l’Emploi                                                                    |           | Philippe Busquin | PS    |
| Ministre du Budget, des Finances et du Logement                                                                      |           | Amand Dalem      | PSC   |
| Ministre des Pouvoirs locaux et des Travaux subsidiés                                                                |           | André Cools      | PS    |
| Ministre de l’Aménagement du Territoire, des Technologies nouvelles et des Relations extérieures                     |           | Albert Liénard   | PSC   |
| Ministre de l’Agriculture, de l’Environnement et de l’Énergie                                                        |           | Guy Lutgen       | PSC   |